# Списак одликованих Орденом народног ослобођења
Орденом народног ослобођења, који је био пето одликовање у важносном реду одликовања Социјалистичке Федеративне Републике Југославије одликовано је 283 лица — од чега су њих 262 југословенски, а 21 страни држављани. Оредном су такође одликоване и јединице НОВ и ПОЈ. Сви одликовани су одликовани за заслуге током Народноослободилачког рата народа Југославије.

### Југословенски држављани
Неки од југословенских држављана носилаца овог одликовања су:
1. Виктор Авбељ одликован 4. фебруара 1974.
2. Јакоб Авшич
3. Предраг Ајтић одликован 27. новембра 1953.[1]
4. Нисим Албахари одликован јануара 1976. године
5. Душан Алимпић одликован јануара 1981. године
6. Бане Андреев одликован 26. фебруара 1945.[2]
7. Србислав Андрејевић одликован 27. новембра 1953. године[1]
8. Вицко Антић одликован 16. маја 1977. године
9. Методије Андонов Ченто одликован 20. децембра 1944. године
10. Риста Антуновић Баја одликован 18. јануара 1952. године
11. Михаило Апостолски одликован новембра 1976. године
12. Љупчо Арсов одликован 29. јула 1945. године
13. Антун Аугустинчић одликован 26. фебруара 1945.[2]
14. Љубо Бабић одликован 27. новембра 1953. године[1]
15. Спасенија Цана Бабовић одликована 26. фебруара 1945.[2]
16. Филип Бајковић одликован јула 1980.
17. Владимир Бакарић одликован 26. фебруара 1945.[2]
18. Митар Бакић одликован 11. јула 1945. године[3]
19. Алеш Беблер одликован 16. маја 1977. године
20. Франце Бевк одликован 29. јануара 1945. године
21. Мухидин Бегић одликован 27. новембра 1953. године[1]
22. Марко Белинић одликован 9. маја 1945. године[4]
23. Јован Бељански одликован 24. јула 1981. године
24. Анка Берус одликована 21. децембра 1951. године[5]
25. Антун Бибер одликован 21. децембра 1951. године[5]
26. Џемал Биједић одликован 27. новембра 1953. године[1]
27. Јаков Блажевић  одликован 21. децембра 1951. године[5]
28. Андрија Божанић одликован 16. маја 1977. године
29. Иван Божичевић одликован 27. новембра 1953. године[1]
30. Момир Бошковић одликован 27. новембра 1953. године[1]
31. Томо Брејц одликован 27. новембра 1953. године[1]
32. Маријан Брецељ Миха одликован 29. јануара 1945. године
33. Јоже Брилеј одликован 12. јануара 1945. године
34. Душан Бркић одликован 9. маја 1945. године[4]
35. Звонко Бркић одликован 21. децембра 1951. године[5]
36. Хасан Бркић одликован 12. јануара 1945. године
37. Саво Брковић одликован 21. децембра 1951. године[5]
38. Јосип Броз Тито одликован 26. фебруара 1945.[2][6]
39. Срђан Брујић
40. Вице Буљан одликован 4. септембра 1972. године[7]
41. Васо Бутозан одликован 16. јануара 1945. године[8]
42. Јован Веселинов одликован 25. септембра 1944. године[9]
43. Владимир Велебит одликован 16. децембра 1977. године
44. Јосип Видмар одликован 20. децембра 1944. године
45. Димитар Влахов одликован 26. фебруара 1945.[2]
46. Вељко Влаховић одликован 21. децембра 1951. године[5]
47. Јоже Вилфан одликован 1. јула 1968. године
48. Боривој Врачарић
49. Тодор Вујасиновић одликован 16. јануара 1945. године[8]
50. Марко Вујачић одликован 26. фебруара 1945.[2]
51. Светозар Вукмановић одликован 11. јула 1945. године[3]
52. Сретен Вукосављевић одликован 26. фебруара 1945.[2]
53. Фрањо Гажи
54. Драго Гиздић одликован 26. јула 1945. године[3]
55. Владимир Гортан одликован постхумно 12. јула 1953. године.
56. Иван Гошњак одликован 26. јула 1945. године[3]
57. Михаило Грбић
58. Павле Грегорић одликован 26. фебруара 1945.[2]
59. Никола Груловић одликован два пута, први пут 6. јула 1945. и 27. новембра 1953. године[1]
60. Радивој Давидовић Кепа одликован 30. априла 1975. године[10]
61. Угљеша Даниловић одликован 12. јануара 1945. године
62. Пеко Дапчевић одликован 11. јула 1945. године[3]
63. Стјепан Дебељак Бил одликован 21. децембра 1951. године[5]
64. Владимир Дедијер одликован 12. јануара 1945. године
65. Нијаз Диздаревић одликован 27. маја 1980. године
66. Стеван Дороњски
67. Илија Дошен одликован 21. децембра 1951. године[5]
68. Спасо Дракић одликован децембра 1979. године
69. Ратко Дугоњић одликован 27. октобра 1945. године
70. Драгојло Дудић одликован постхумно 25. септембра 1944. године[9]
71. Емин Дураку одликован постхумно 6. марта 1945.[11]
72. Милован Ђилас одликован 26. фебруара 1945.[2]
73. Спасоје Ђаковић одликован 27. новембра 1953. године[1]
74. Блажо Ђуричић одликован 25. јуна 1985. године
75. Павле Жауцер одликован 27. новембра 1953. године[1]
76. Раде Жигић одликован 26. јула 1945. године[3]
77. Сретен Жујовић одликован 26. фебруара 1945.[2]
78. Отон Жупанчич одликован 19. јануара 1948. године
79. Борис Зихерл одликован 2. јуна 1947. године
80. Вељко Зековић одликован 11. јула 1945. године[3]
81. Милан Зачар одликован постхумно 6. марта 1945.[11]
82. Влада Зечевић одликован 25. септембра 1944. године[9]
83. Саво Златић одликован 9. маја 1945. године[4]
84. Радован Зоговић одликован 12. јануара 1945. године
85. Милорад Зорић одликован 27. новембра 1953. године[1]
86. Душан Ивовић одликован 27. новембра 1953. године[1]
87. Љубомир Ивковић Пуца одликован 1980. године
88. Велимир Јакић одликован 25. септембра 1944. године[9]
89. Владо Јанић Цапо одликован јуна 1946. године.
90. Едуард Јардас
91. Блажо Јовановић одликован 25. септембра 1944. године[9]
92. Иса Јовановић
93. Радош Јовановић одликован 27. новембра 1953. године[1]
94. Павле Јовићевић одликован 18. јануара 1952. године
95. Србољуб Јосиповић одликован 20. септембра 1979. године
96. Нико Јуринчић одликован 27. новембра 1953. године[1]
97. Анте Јурјевић
98. Стане Кавчич одликован 27. новембра 1953. године[1]
99. Хајрудин Капетановић одликован 27. новембра 1953. године[1]
100. Чедо Капор одликован 27. новембра 1953. године[1]
101. Осман Карабеговић одликован 12. јануара 1945. године
102. Јевстатије Караматијевић одликован 19. јуна 1945. године[12]
103. Никола Карановић
104. Едвард Кардељ одликован 26. фебруара 1945.[2]
105. Пепца Кардељ одликована 27. новембра 1953. године[1]
106. Војислав Кецмановић одликован 20. децембра 1944. године
107. Борис Кидрич одликован 29. јануара 1945. године
108. Зденка Кидрич одликована 27. новембра 1953. године[1]
109. Ђуро Кладарин одликован октобра 1976. године
110. Стане Ковач
111. Вељко Ковачевић одликован 7. маја 1947. године
112. Никола Ковачевић одликован 21. децембра 1951. године[5]
113. Милија Ковачевић
114. Борисав Ковачић одликован 26. јула 1945. године[13]
115. Лазар Колишевски одликован 29. јула 1945. године
116. Славко Комар одликован 21. децембра 1951. године[5]
117. Драгутин Косовац
118. Никола Котле одликован 27. новембра 1953. године[1]
119. Едвард Коцбек одликован 29. јануара 1945. године
120. Иван Стево Крајачић одликован 12. јануара 1945. године
121. Борис Крајгер одликован 25. септембра 1944. године[9]
122. Сергеј Крајгер одликован 27. новембра 1953. године[1]
123. Антон Кржишник одликован 26. фебруара 1945.[2]
124. Владимир Кривиц одликован 27. новембра 1953. године[1]
125. Вицко Крстуловић одликован 25. септембра 1944. године[9]
126. Иван Кукоч одликован 27. новембра 1953. године[1]
127. Филип Лакуш одликован 26. фебруара 1945.[2]
128. Саломон Леви одликован 16. фебруара 1976. године
129. Воја Лековић одликован 25. септембра 1944. године[9]
130. Франц Лескошек
131. Франц Лубеј одликован 29. јануара 1945. године
132. Никола Љубичић одликован децембра 1973. године
133. Божо Љумовић одликован 25. септембра 1944. године[9]
134. Шефкет Маглајлић одликован 21. децембра 1951. године[5]
135. Срећко Манола одликован 7. маја 1947. године
136. Пашага Манџић одликован 12. јануара 1945. године
137. Миха Маринко одликован 29. јануара 1945. године
138. Драгослав Марковић одликован 27. новембра 1953. године
139. Мома Марковић одликован 26. фебруара 1945.[2]
140. Божидар Масларић одликован 21. децембра 1951. године[5]
141. Илија Матерић одликован 24. јула 1981. године
142. Петар Матић одликован новембра 1980. године
143. Иван Мачек одликован 12. јануара 1945. године
144. Саво Медан одликован 27. новембра 1953. године[1]
145. Цвијетин Мијатовић одликован 16. јануара 1945. године[8]
146. Метод Микуж одликован 29. јануара 1945. године
147. Милорад Милатовић одликован 27. новембра 1953. године[1]
148. Љубинка Милосављевић Буба одликованa 21. децембра 1951. године[5]
149. Милосав Милосављевић одликован 20. септембра 1979. године
150. Нико Миљанић одликован 20. децембра 1944. године
151. Мита Миљковић одликован 27. новембра 1953. године[1]
152. Чедомир Миндеровић одликован 27. новембра 1953. године[1]
153. Милка Минић одликован 27. новембра 1953. године[1]
154. Милош Минић одликован 6. јула 1945. године
155. Никола Минчев одликован 27. новембра 1953. године[1]
156. Васо Мискин Црни одликован 6. децембра 1944. године[14]
157. Митра Митровић одликованa 21. децембра 1951. године[5]
158. Вељко Мићуновић одликован 12. јануара 1945. године
159. Милутин Морача одликован 25. јуна 1985. године
160. Карло Мразовић одликован 9. маја 1945. године[4]
161. Андрија Мугоша одликован 11. јула 1945. године[3]
162. Душан Мугоша одликован 21. децембра 1951. године[5]
163. Владимир Назор одликован 1944. године
164. Мара Нацева одликована 29. јула 1945. године
165. Радисав Раја Недељковић одликован 27. новембра 1953. године[1]
166. Радисав С. Недељковић
167. Благоје Нешковић одликован 25. септембра 1944. године[9]
168. Марко Никезић одликован 27. новембра 1953. године[1]
169. Џавид Нимани одликован 27. новембра 1953. године[1]
170. Иван Новак одликован 27. новембра 1953. године[1]
171. Грујо Новаковић одликован јуна 1973. године
172. Дане Олбина одликован 27. новембра 1953. године[1]
173. Станко Опачић Ћаница одликован 25. септембра 1944. године[9]
174. Саво Оровић одликован марта 1973. године
175. Ђорђије Ђоко Пајковић одликован 11. јула 1945. године[3]
176. Слободан Пенезић Крцун одликован 18. јануара 1952. године
177. Лепа Перовић одликована 27. новембра 1953. године[1]
178. Пуниша Перовић одликован 21. децембра 1951. године[5]
179. Душан Петровић Шане одликован 6. јула 1945. године
180. Никола Петровић одликован 26. фебруара 1945.[2]
181. Миле Перуничић одликован 25. септембра 1944. године[9]
182. Богдан Пецотић одликован јануара 1983. године
183. Моша Пијаде одликован 26. фебруара 1945.[2]
184. Нурија Поздерац одликован постхумно 25. септембра 1944. године[9]
185. Крсто Попивода одликован 2. јуна 1947. године
186. Зоран Полич одликован 29. јануара 1945. године
187. Владо Поповић одликован 15. новембра 1947. године
188. Коча Поповић одликован 6. јула 1945. године
189. Милентије Поповић одликован 6. јула 1945. године
190. Елисије Поповски одликован 27. новембра 1953. године[1]
191. Јоже Потрч одликован 21. децембра 1951. године[5]
192. Миле Почуча одликован 9. маја 1945. године[4]
193. Раде Прибићевић одликован 26. фебруара 1945.[2]
194. Срђа Прица одликован 17. септембра 1975. године[15]
195. Карел Прушник Гашпар одликован 18. марта 1980. године
196. Ђуро Пуцар Стари одликован 25. септембра 1944. године[9]
197. Миливоје Радовановић Фарбин одликован 27. новембра 1953. године[1]
198. Милија Радовановић одликован 27. новембра 1953. године[1]
199. Добривоје Радосављевић Боби одликован 2. јуна 1947. године
200. Александар Ранковић одликован 26. фебруара 1945.[2]
201. Анте Распор одликован 26. септембра 1973. године[16]
202. Иван Регент одликован 21. децембра 1951. године[5]
203. Петар Релић
204. Иван Рибар одликован 26. фебруара 1945.[2]
205. Владислав Рибникар одликован 26. фебруара 1945.[2]
206. Пашко Ромац одликован 18. јануара 1952. године
207. Иван Рукавина одликован 7. маја 1947. године
208. Јосип Рус одликован 29. јануара 1945. године
209. Павле Савић одликован 27. новембра 1953. године[1]
210. Драгутин Саили одликован 9. маја 1945. године[4]
211. Ђуро Салај одликован 21. децембра 1951. године[5]
212. Едуард Сантини одликован 5. априла 1979. године
213. Мира Светина
214. Кемал Сејфула одликован 27. новембра 1953. године[1]
215. Никола Секулић одликован 21. децембра 1951. године[5]
216. Душан Сернец одликован 26. фебруара 1945.[2]
217. Видоје Смилевски одликован 2. октобра 1947. године
218. Јосип Смодлака одликован 26. фебруара 1945.[2]
219. Златан Сремец одликован 26. фебруара 1945.[2]
220. Петар Стамболић одликован 25. септембра 1944. године[9]
221. Драги Стаменковић одликован 21. децембра 1951. године[5]
222. Синиша Станковић одликован 20. децембра 1944. године
223. Ристо Стефановић одликован 27. новембра 1953. године[1]
224. Светислав Стефановић Ћећа одликован 12. јануара 1945. године
225. Маријан Стилиновић одликован 9. маја 1945. године[4]
226. Бранислав Стојановић одликован 27. новембра 1953. године[1]
227. Богољуб Стојановић одликован 27. новембра 1953. године[1]
228. Велимир Стојнић одликован 21. децембра 1951. године[5]
229. Франц Сушник
230. Борко Темелковски одликован 22. јула 1969. године
231. Мијалко Тодоровић одликован 18. јануара 1952. године
232. Вида Томшич одликована 21. децембра 1951. године[5]
233. Васо Трикић одликован 27. новембра 1953. године[1]
234. Цветко Узуновски одликован децембра 1974. године
235. Јован Ћетковић одликован 11. јула 1945. године[3]
236. Тоне Фајфар одликован 29. јануара 1945. године
237. Крсто Филиповић одликован 27. новембра 1953. године[1]
238. Сулејман Филиповић одликован 26. фебруара 1945.[2]
239. Фране Фрол одликован 26. фебруара 1945.[2]
240. Синан Хасани одликован 13. маја 1982. године
241. Андрија Хебранг одликован 25. септембра 1944. године[9]
242. Фрањо Херљевић одликован 17. јануар 1975. године[17]
243. Већеслав Хољевац одликован 21. децембра 1951. године
244. Фадиљ Хоџа одликован 6. марта 1945.[11]
245. Јанез Хрибар Тоне одликован 27. новембра 1953. године[1]
246. Јосип Хрнчевић одликован 3. септембра 1945. године
247. Авдо Хумо одликован 12. јануара 1945. године
248. Јосип Цази одликован 27. новембра 1953. године[1]
249. Боса Цветић одликована 27. новембра 1953. године[1]
250. Маријан Цветковић одликован фебруара 1974. године
251. Богдан Црнобрња
252. Ђуро Чагоровић одликован 10. септембар 1974. године
253. Бошко Чакић одликован 27. новембра 1953. године[1]
254. Душан Чалић одликован 26. јула 1945. године[3]
255. Љиљана Чаловска одликован 27. новембра 1953. године[1]
256. Родољуб Чолаковић одликован 26. фебруара 1945.[2]
257. Емануел Чучков одликован 26. фебруара 1945.[2]
258. Хамза Џевдет одликован 22. децембра 1979. године[18]
259. Милан Шакић Мићун одликован 7. маја 1947. године
260. Исмет Шаћири одликован 27. новембра 1953. године[1]
261. Михаило Швабић одликован 27. новембра 1953. године[1]
262. Владо Шегрт одликован 26. јула 1945. године[19]
263. Лидија Шентјурц одликована 21. децембра 1951. године[5]
264. Милан Шијан одликован 13. марта 1945. године
265. Бошко Шиљеговић одликован 2. априла 1975. године.[20]
266. Мика Шпиљак
267. Али Шукрија одликован 27. новембра 1953. године[1]
268. Анте Шутић одликован 1980. године
269. Јефто Шћепановић Чајо

### Страни држављани
Неки од 21 страног држављанина носиоца овог одликовања су:
1. Алексије I Патријарх московски и све Русије (СССР) одликован 22. априла 1945. године[21]
2. Николај Александрович Булгањин генерал-армије и херој Совјетског Савеза (СССР) одликован 8. јуна 1946. године[22]
3. Александар Михајлович Васиљевски, маршал Совјетског Савеза и двоструки херој Совјетског Савеза (СССР) одликован 8. јуна 1946. године[22]
4. Михаил Петрович Воробљев маршал инжињеријских јединица (СССР) одликован 8. јуна 1946. године[22]
5. Николај Николајевич Воронов главни маршал артиљерије Совјетског Савеза и херој Совјетског Савеза (СССР) одликован 8. јуна 1946. године[22]
6. Владислав Гомулка први секретар Пољске радничке партије (НР Пољска) одликован 1947. године
7. Клемент Готвалд потпредседник Владе (Чехословачка Република) одликован 8. маја 1946. године[23]
8. Николај Севастијанович Державин члан Академије наука СССР (СССР) одликован 14. маја 1945. године.[24]
9. Иван Степанович Исаков адмирал флоте и херој Совјетског Савеза (СССР) одликован 8. јуна 1946. године[22]
10. Николај Димитријевич Јаковљев маршал артиљерије (СССР) одликован 8. јуна 1946. године[22]
11. Анисим Федорович Кисељов генерал-мајор (СССР) одликован 8. јуна 1946. године[22]
12. Антони Козачки потпредседник Владе (НР Пољска) одликован 1947. године
13. Николај Герасимович Кузнецов адмирал флоте и херој Совјетског Савеза (СССР) одликован 8. јуна 1946. године[22]
14. Иван Терентјевич Пересипкин маршал јединица за везу (СССР) одликован 8. јуна 1946. године[22]
15. Сергеј епископ кировградски и одешки (СССР) одликован 22. априла 1945. године[21]
16. Константин Сергејчук народни комесар СССР за везе (СССР) одликован 30. августа 1945. године[25]
17. Нако Спиру, министар просвете (НР Албанија) одликован 25. јуна 1946. године
18. Владимир Александрович Судец (СССР) одликован октобра 1979. године
19. Здењак Фирлинген, председник Владе (Чехословачка Република) одликован 8. маја 1946. године[23]
20. Јозеф Циранкијевич, председник Владе (НР Пољска) одликован 1947. године

### Војне јединице и организације
Војне јединице одликоване овим одликовањем су: 
1. Прва пролетерска ударна бригада одликована 24. јула 1944. године[26]
2. Трећа пролетерска санџачка ударна бригада одликована 24. јула 1944. године[26]
3. Тринаеста пролетерска ударна бригада Раде Кончар одликована 24. јула 1944. године[26]
4. Прва крајишка пролетерска ударна бригада одликована 24. јула 1944. године[26]
5. Друга личка пролетерска ударна бригада одликована 24. јула 1944. године[26]
6. Трећа личка пролетерска ударна бригада одликована 24. јула 1944. године[26]
7. Друга пролетерска ударна бригада одликована 24. јула 1944. године[27]
8. Четврта пролетерска црногорска ударна бригада одликована 24. јула 1944. године[27]
9. Пета пролетерска црногорска ударна бригада одликована 24. јула 1944. године[27]
10. Друга далматинска пролетерска ударна бригада одликована 24. јула 1944. године[27]
11. Шеста пролетерска источнобосанска ударна бригада одликована 24. јула 1944. године[27]
12. Друга крајишка ударна бригада одликована 24. јула 1944. године[27]
13. Седма банијска ударна бригада одликована 24. јула 1944. године[27]
14. Четврта кордунашка бригада одликована 24. јула 1944. године[27]
15. Пета крајишка козарска ударна бригада одликована 24. јула 1944. године[27]
16. Пета словеначка ударна бригада Иван Цанкар одликована 24. јула 1944. године[27]
17. Шеснаеста омладинска ударна бригада Јожа Влаховић одликована 24. јула 1944. године[27]
18. Хрватска ударна бригада Браћа Радић одликована 24. јула 1944. године[27]
19. Прва словеначка пролетерска ударна бригада Тоне Томшич одликована 24. јула 1944. године[27]
20. Прва далматинска пролетерска ударна бригада одликована 12. септембра 1944. године[28]
21. Прва војвођанска пролетерска ударна бригада одликована 15. новембра 1944. године[29]
22. Друга војвођанска ударна бригада одликована 15. новембра 1944. године[29]
23. Трећа војвођанска ударна бригада одликована 15. новембра 1944. године[29]
24. Прва личка пролетерска ударна бригада одликована 13. марта  1945. године[6]
25. Десета херцеговачка ударна бригада одликована 13. марта  1945. године[6]
26. Седамнаеста мајевичка ударна бригада одликована 13. марта  1945. године[6]
27. Двадесетпрва славонска ударна бригада одликована 13. марта  1945. године[6]
28. Пета кордунашка ударна бригада одликована децембра 1961. године
29. Дванаеста славонска пролетерска ударна бригада одликована децембра 1961. године
30. Трећа далматинска ударна бригада одликована децембра 1961. године
31. Прва истарска бригада Владимир Гортан одликована 14. октобра 1946. године
32. Друга словеначка ударна бригада Љубо Шерцер одликована децембра 1961. године
33. Трећа словеначка ударна бригада Иван Градник одликована децембра 1961. године
34. Четврта словеначка ударна бригада Матија Губец одликована децембра 1961. године
35. Први морнарички одред одликован септембра 1962. године
36. Прва македонско-косовска пролетерска бригада одликована јуна 1963. године
37. 43. истарска дивизија - одликована 26. августа 1969. године
38. Девета крајишка ударна бригада Симо Шолаја - одликована 6. јула 1973. године
39. Друга истарска бригада - одликована 24. августа 1978. године
40. Десета крајишка ударна бригада одликована децембра 1961. године
41. Шеснаеста муслиманска ударна бригада одликована септембра 1973. године
42. Трећа македонска бригада
43. Прва мославичка бригада
44. Ратни брод Бакар одликован јула 1964. године
45. Официрска школа Врховног штаба НОВ и ПОЈ одликована 31. октобра 1977. године[30]

### Организације и места
Организације и места у СФРЈ одликоване овим одликовањем су:
1. Антифашистички фронт жена Југославије одликован 29. јануара 1945. године[31]
2. Управа државне безбедности одликована 13. маја 1959. године
3. Уједињени савез антифашистичке омладине Југославије (УСАОЈ) одликован 15. новембра 1944. године[29]
4. острво Вис одликовано септембра 1974. године